# Цкитишвили, Майя
Майя Цкитишвили (груз. მაია ცქიტიშვილი; род. 2 июня 1974, Тбилиси, Грузинская ССР) — грузинский экономист и государственный деятель. Член политсовета партии «Грузинская мечта — Демократическая Грузия». В прошлом — вице-премьер (2018—2021) и министр регионального развития и инфраструктуры Грузии (2018—2021), начальник канцелярии правительства Грузии (2012—2014) и руководитель аппарата правительства Грузии (2014—2018). Исполняла обязанности премьер-министра Грузии в феврале 2020 года.

## Биография
Родилась 2 июня 1974 года в Тбилиси.
В 1996 году окончила Тбилисский государственный университет по специальности «Международные экономические отношения». В 1993—1994 годах изучала международную торговлю на факультете международных отношений Пражского экономического университета. В 1993 году прошла курсы чешского языка в Карлов университете в Праге. В 2002 году продолжила обучение в Кавказской школе бизнеса в Тбилиси.
В 1996—1997 годах была помощником генерального директора Фонда трудоустройства Грузии. В 1997—2002 годах — помощник коммерческого директора авиакомпании Georgian Airways, руководитель отдела контрактов. В 2002—2003 годах — старший менеджер коммерческого и операционного отдела авиакомпании Georgian Airways. В 2003—2005 годах —  заместитель начальника отдела логистики, затем начальник отдела логистики в компании «Бурджи» („ბურჯის"). В 2005 году — заместитель по международным связям президента Cartu Group („ქართუ ჯგუფის"), которая принадлежит Бидзине Иванишвили. В 2006 году — менеджер проектов Bagebi City Group, Ltd. („ბაგები სითი ჯგუფის"). В 2007—2008 годах — директор компании ParkTown („პარქთაუნის"). В 2009—2012 годах — директор компании Cartu Management („ქართუ მენეჯმენტის").
С 1 июня 2012 года, после победы партии «Грузинская мечта — Демократическая Грузия» под руководством Бидзины Иванишвили на парламентских выборах 2012 года, по 2 декабря 2014 года — начальник канцелярии правительства Грузии, с 2 декабря 2014 по 30 марта 2018 года — руководитель аппарата правительства Грузии.
С 30 марта 2018 года министр регионального развития и инфраструктуры. С 16 июля 2018 года одновременно — вице-премьер в правительстве Мамуки Бахтадзе. Сохранила посты в последующем правительстве Георгия Гахария.
Временно исполняла обязанности премьер-министра после отставки Георгия Гахарии 18 февраля 2021 года. Оказалась единственным министром из кабинета Георгия Гахария, отказавшимся работать под руководством Ираклия Гарибашвили, кандидатуру которого партия «Грузинская мечта» представила на пост премьера Грузии. По словам Цкитишвили:
Я искренне попросила его [Гарибашвили], чтобы он дал мне возможность вернуться к семье, уйти из активной политической жизни и таким образом завершить этот очень интересный, насыщенный девятилетний период моей жизни.
Ушла из политики 22 февраля 2021 года.
Владеет английским и русским языками.

## Личная жизнь
Замужем, имеет дочь.